# Kirsty Muir
Kirsty Muir (* 5. Mai 2004 in Aberdeen) ist eine britische Freestyle-Skierin. Sie startet in den Disziplinen Slopestyle und Big Air.

## Werdegang
Muir begann mit drei Jahren mit dem Freestyle-Skiing und trat erstmals international bei den Juniorenweltmeisterschaften 2018 in Cardrona in Erscheinung. Dort wurde sie Neunte in der Halfpipe, Siebte im Slopestyle und Vierte im Big Air. Im folgenden Jahr gewann sie bei den Juniorenweltmeisterschaften in Kläppen die Bronzemedaille im Big Air und die Silbermedaille im Slopestyle. In der Saison 2019/20 startete sie in Modena erstmals im Freestyle-Skiing-Weltcup, wo sie den 13. Platz im Big Air belegte und holte bei den Olympischen Jugend-Winterspielen 2020 in Lausanne die Silbermedaille im Big Air. Zudem errang sie dort den vierten Platz im Slopestyle. In der folgenden Saison erreichte sie in Aspen mit dem zweiten Platz im Slopestyle ihre erste Podestplatzierung im Weltcup und zum Saisonende den fünften Platz im Park & Pipe-Weltcup, sowie den zweiten Rang im Slopestyle-Weltcup. Beim Saisonhöhepunkt, den Weltmeisterschaften in Aspen, kam sie auf den 11. Platz im Big Air und auf den sechsten Rang im Slopestyle. Bei den Winter-X-Games 2022 wurde sie Fünfte im Slopestyle.

## Erfolge

### Olympische Spiele
- Peking 2022: 5. Big Air, 8. Slopestyle

### Weltmeisterschaften
- Aspen 2021: 6. Slopestyle, 11. Big Air
- Bakuriani 2023: 4. Big Air

### Weltcupwertungen
| Saison  | Gesamt | Gesamt | Park & Pipe | Park & Pipe | Slopestyle | Slopestyle | Big Air | Big Air |
| Saison  | Platz  | Punkte | Platz       | Punkte      | Platz      | Punkte     | Platz   | Punkte  |
| ------- | ------ | ------ | ----------- | ----------- | ---------- | ---------- | ------- | ------- |
| 2019/20 | 4.     | 137    | -           | -           | -          | -          | 22.     | 20      |
| 2020/21 | -      | -      | 5.          | 130         | 2.         | 124        | 25.     | 6       |
| 2021/22 | -      | -      | 16.         | 135         | 6.         | 135        | -       | -       |
| 2022/23 | –      | –      | 8.          | 241         | 6.         | 140        | 6.      | 81      |
| 2023/24 | –      | –      | 15.         | 190         | 18.        | 50         | 5.      | 140     |

### Weitere Erfolge
- 2 Siege im Europacup
- Juniorenweltmeisterschaften 2018: 4. Big Air, 7. Slopestyle, 9. Halfpipe
- Juniorenweltmeisterschaften 2019: 2. Slopestyle, 3. Big Air
- Olympische Jugend-Winterspiele 2020: 2. Big Air, 4. Slopestyle
- Winter-X-Games 2022: 5. Slopestyle
- Winter-X-Games 2023: 3. Slopestyle, 3. Big Air